# Deepwater (Australia)
Deepwater – miasto w Australii, w stanie Nowa Południowa Walia.